# لباس چسبان

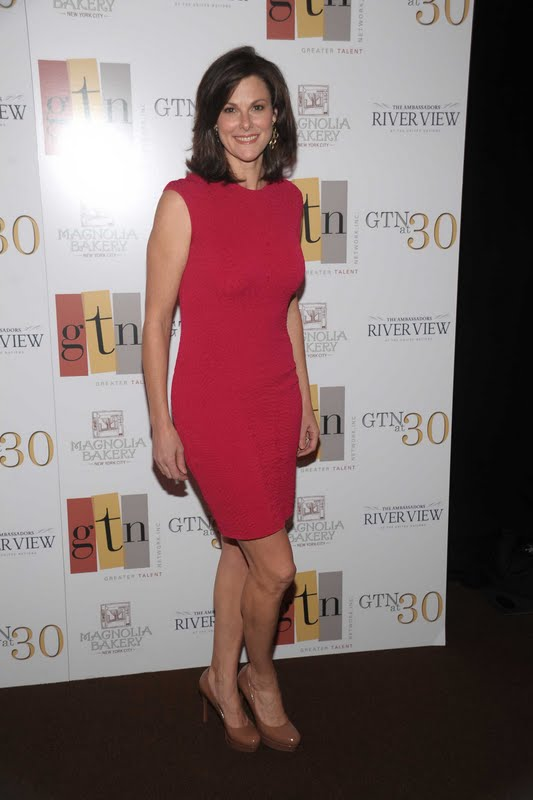
کمپبل براون با یک لباس چسبان

در دنیای مد  لباس چسبان (sheath)نوعی از پوشش است که کاملاً به بدن چسبیده و اصطلاحاً بدن‌نما است.